# Oak Grove (comté de San Diego, Californie)
Oak Grove est une census-designated place du comté de San Diego, dans l'État de Californie, aux États-Unis.